# 裴敦复
裴敦复（？—747年），唐朝唐玄宗时期的官员。
开元二十二年（734年）正月二十三，怀州、卫州、邢州、相州等五州缺粮，唐玄宗派遣中书舍人裴敦复巡问，量给种子。天宝三载（744年）二月丁丑，河南尹裴敦復、晉陵郡太守刘同升、南海郡太守劉巨鱗討伐海盗吳令光。閏二月，吳令光伏誅。
唐玄宗平素看重户部尚书、兼御史大夫裴宽，刑部尚书裴敦复讨伐海贼回京，夸大海贼势力，又大肆叙功以广开请托之路，裴宽曾经密奏此事。数日后，有河北将士入奏，说裴宽在范阳能干，塞上的人民都思念他，玄宗叹赏很久。李林甫害怕裴宽入相，又讨厌裴宽与李适之关系好，于是召唤裴敦复，而且把裴宽告发他的话告诉他。裴敦复任气性情粗疏，与裴宽素不相让，以为李林甫对自己推诚对待，于是愿意结交，而且诉说了自己的怨恨。先前，裴宽把亲故之名告诉裴敦复，求为他们请军功。这时裴敦复气愤裴宽告发其事，李林甫说："裴公应该速奏，别落后于人。"不久裴敦复扈从皇帝到温泉宫，裴宽在京城没有去。遇到裴敦复属下军将程藏曜、郎将曹鉴。曹鉴是郴州富人；程藏曜是岭南首领之子。都因为有其他事，被人告到御史台，裴宽接受状书，捕拿曹鉴等鞫问。裴敦复判官太常博士王悦听说了，认为裴宽要追究裴敦复之过，连夜到温泉宫告知。裴敦复非常怕，整理行装待罪，于是令子婿用五百金贿赂杨贵妃的姐姐杨三娘。杨三娘于是为他说话，第二日贬裴宽为睢阳郡太守。
杜良娣之父杜有鄰與女婿柳勣关系差，柳勣向李林甫告发杜有鄰，捕送詔獄。王鉷与杨国忠附会李林甫上奏，于是赐杜有邻自尽，出杜良娣为庶人。罗希奭、吉温主审，北海郡太守李邕、淄川郡太守裴敦復被牵连。天宝六载（747年）正月初一，李邕、裴敦复被杀。